# هورت‌العباس
هورت‌العباس، روستایی از توابع بخش هویزه شهرستان دشت آزادگان در استان خوزستان ایران است.

## جمعیت
این روستا در دهستان هویزه قرار دارد و براساس سرشماری مرکز آمار ایران در سال ۱۳۸۵، جمعیت آن ۴۶ نفر (۱۰خانوار) بوده‌است.